# Circuito Mexicano de Básquetbol
El Circuito Mexicano de Básquetbol (CIMEBA) fue una liga de baloncesto de México que estuvo conformada hasta la Temporada 2007 por 8 equipos divididos en dos zonas.

## Fundación
El CIMEBA se fundó en el año de 1970, y fue durante mucho tiempo la principal liga de básquetbol en el país.
El primer equipo campeón fue el de los Lechugueros de León, que posteriormente militó en la LNBP. Asimismo, el equipo con más participaciones dentro del circuito son los Santos de San Luis con 29 temporadas jugadas, y el que más campeonatos obtuvo el de los Leñadores de Durango con 4 títulos conseguidos.
Los Soles de Jalisco es el equipo con mayor número de campeonatos ganados consecutivamente
con 3, y los mismos Santos de San Luis son el equipo que más veces ha quedado como subcampeón con 8.
El equipo con el peor récord en ganados y perdidos en la historia del circuito es el de El Calor de Torreón, que en la temporada 2001 quedó con marca de 0-54. Y el que mejor marca tuvo en ese aspecto es el de los Jaguares de Chiapas, que en la campaña del 2004 terminó con 33-1 en ganados y perdidos.